# آنا مارتین
آنا مارتین (اسپانیایی: Ana Martín‎؛ زادهٔ ۱۴ مهٔ ۱۹۴۶) یک هنرپیشه، خواننده و مدل اهل مکزیک است.
از فیلم‌ها یا برنامه‌های تلویزیونی که وی در آن نقش داشته است می‌توان به در زمانه پروانه‌ها اشاره کرد.